# BMW M3
El BMW M3 és la versió esportiva de la sèrie 3 de BMW.
Començant amb la sèrie E30 el 1985, l' M3 s'ha convertit en el turisme d'altes prestacions per excel·lència, i referència a tot el sector.

## M3 E30, la primera generació
Nascut com a turisme de carreres, BMW el va haver de fabricar en sèrie per poder participar en les carreres dins la categoria de turismes.
El seu èxit comercial va fer que se'n fabriquessin més de 16.000 unitats, molt pel damunt del mínim requerit per homologació de 500 unitats.
Amb un motor de 4 cilindres, Inicialment 2,3 litres de cilindrada, s'arribava a una potència màxima de 200 cv.

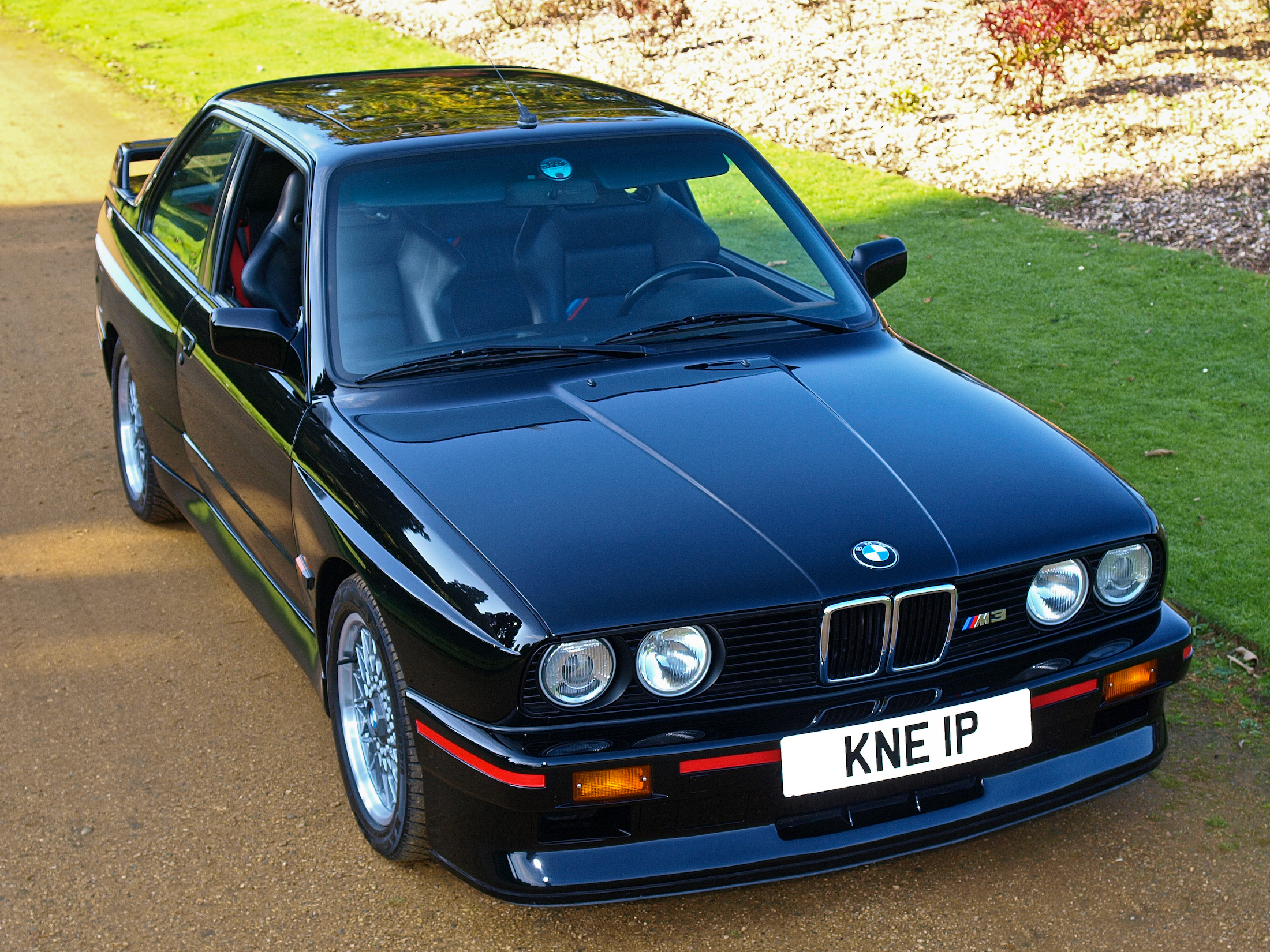
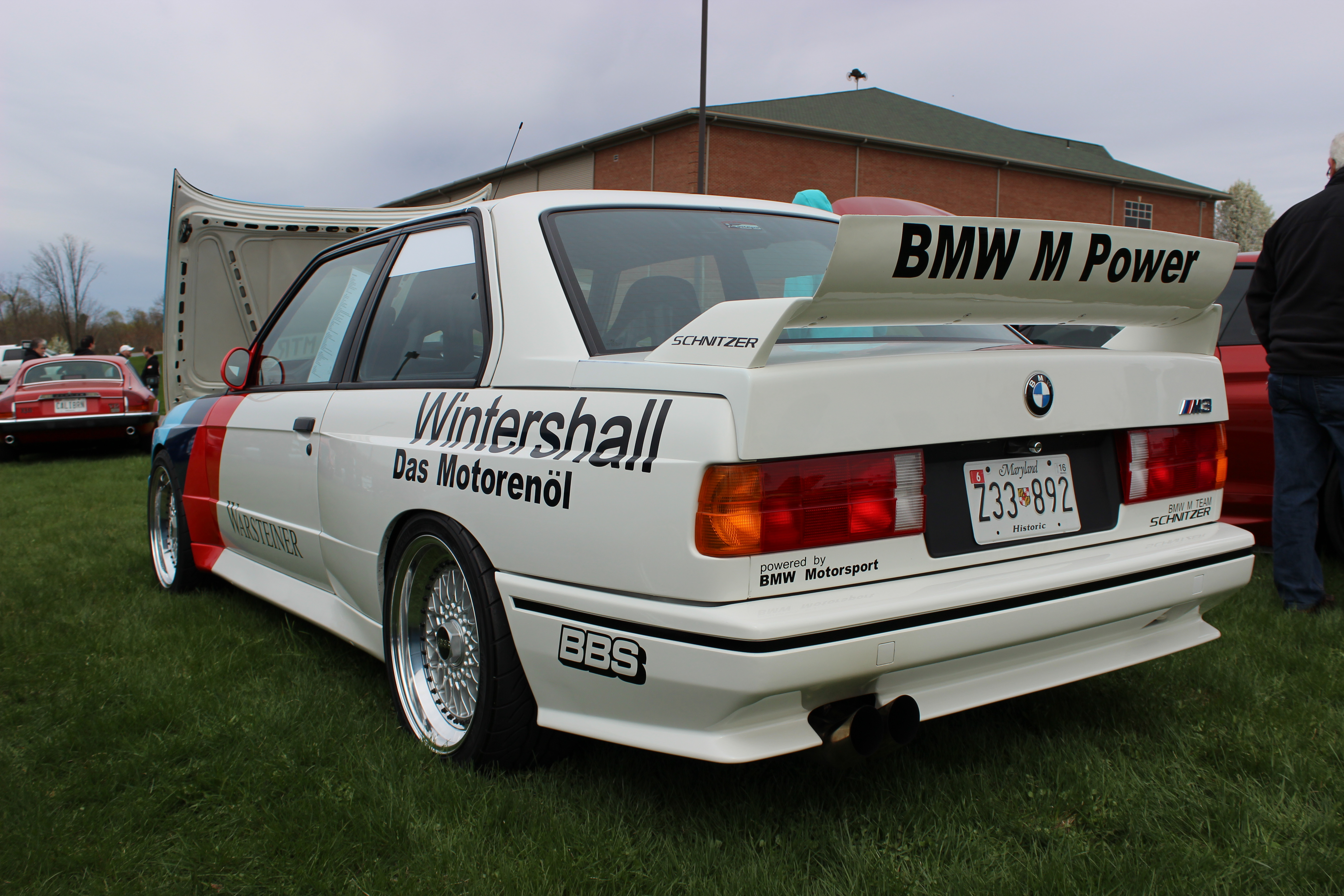
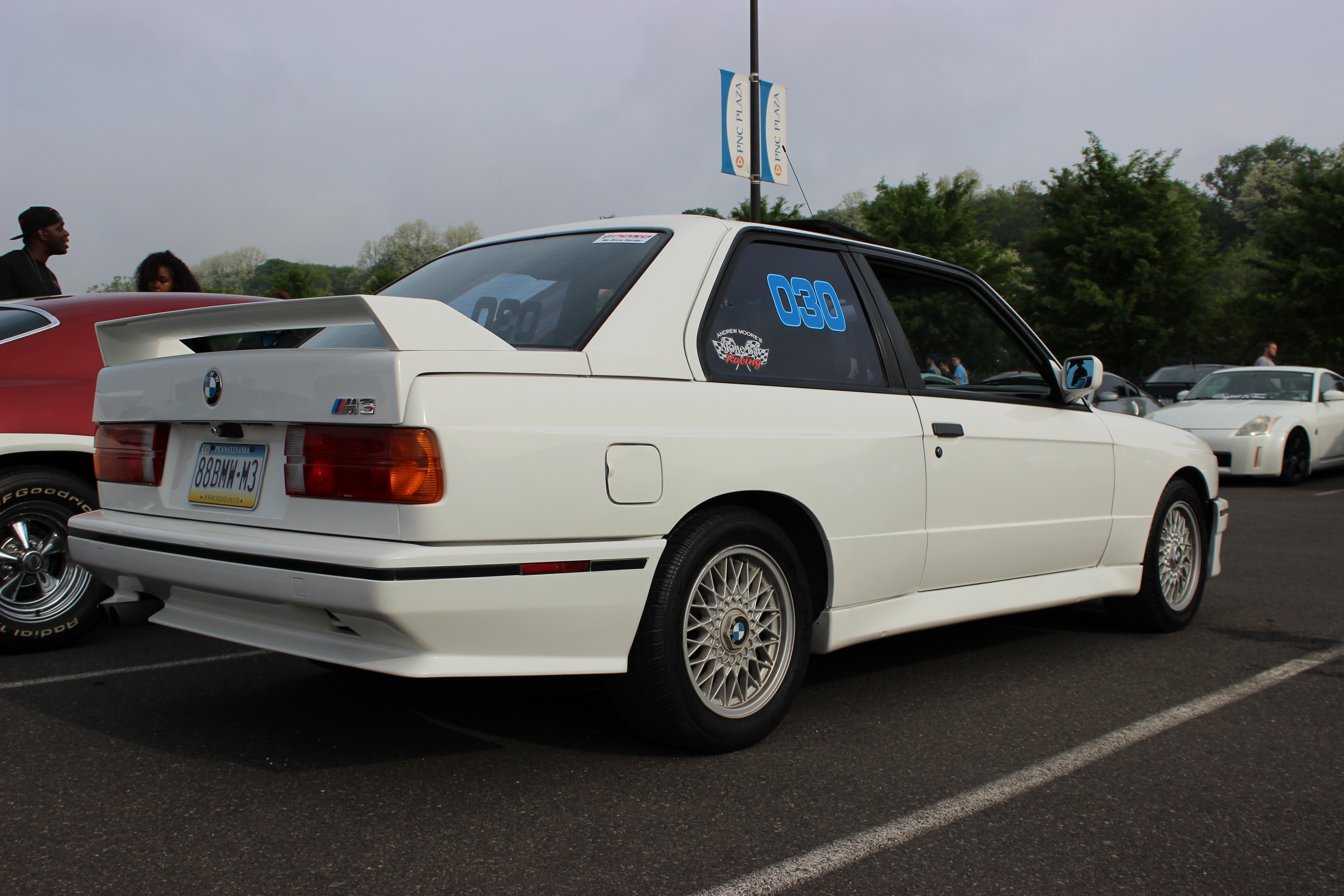
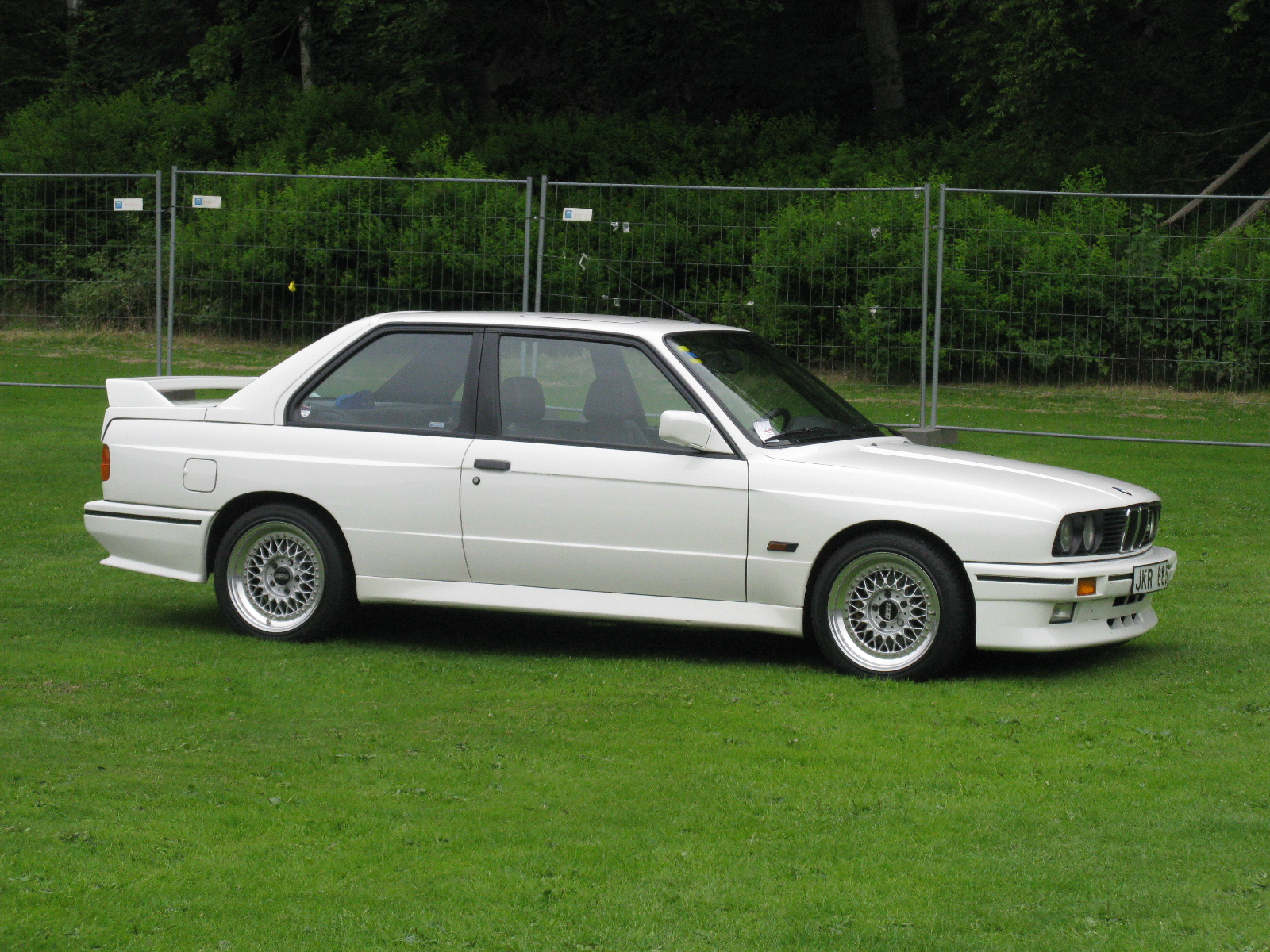
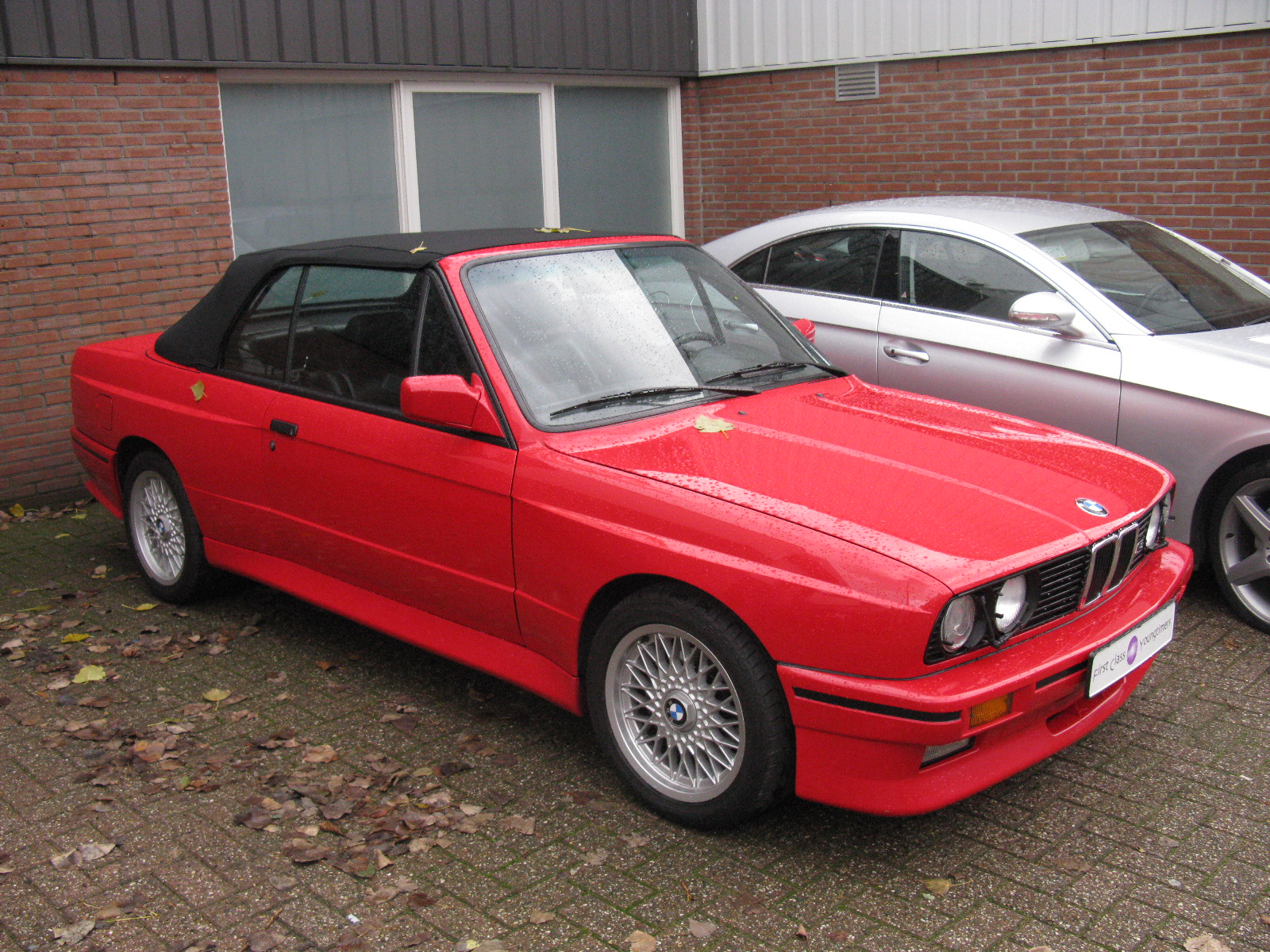
Versió descapotable
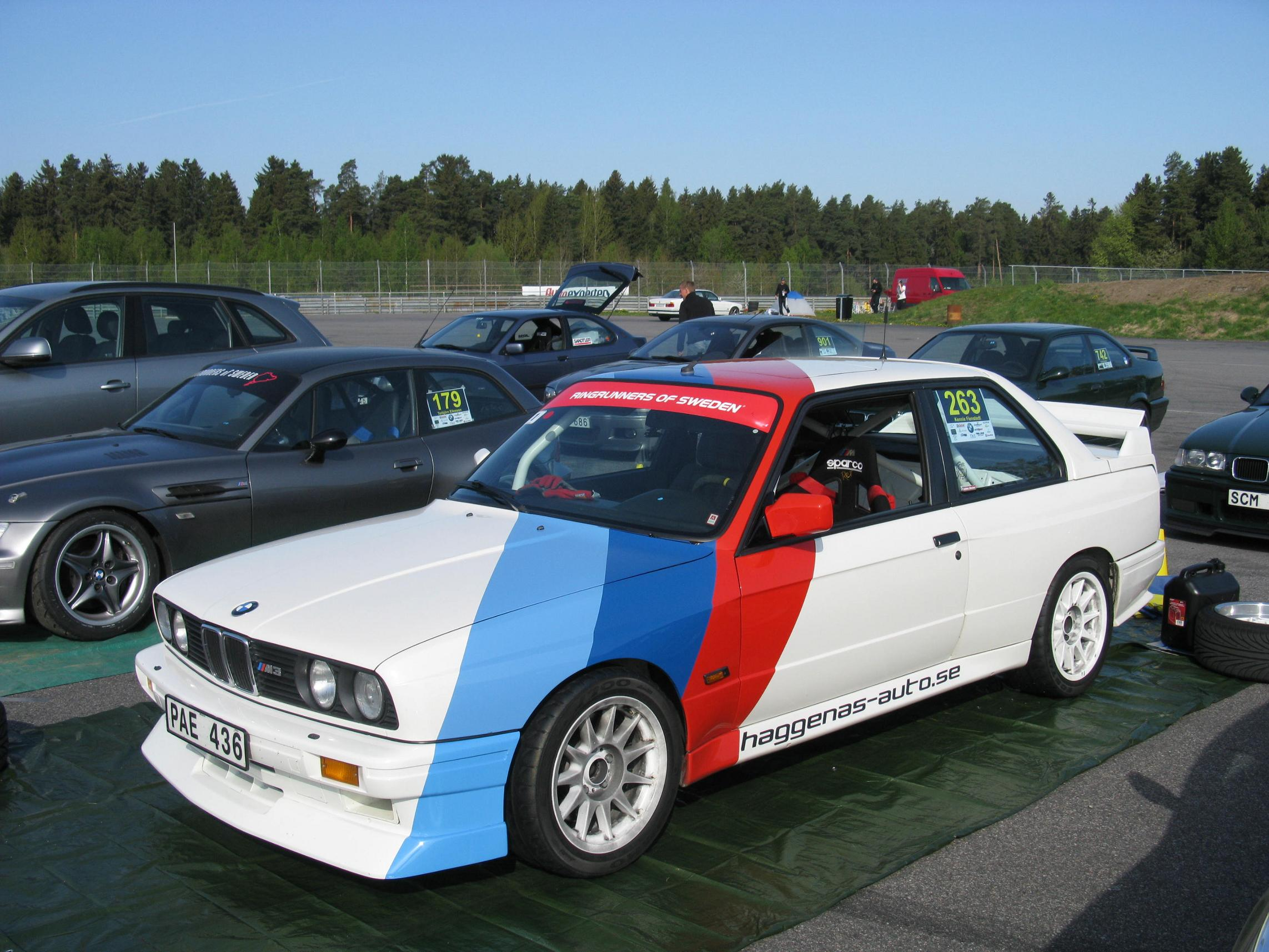

## M3 E36, la segona generació
El 1992 apareix el nou M3. Conceptualment es tracta d'un vehicle diferent. S'ha aburgesat i s'ha afegit tot el que fa referència al confort. Prenent com a base la nova generació E36, s'implanta un motor de 6 cilindres, 3,0 litres que dona 286cv.

## M3 E46, la tercera generació
L'any 2000 apareix el motor de 6 cilindres de sèrie més genial que ha fabricat BMW.
Es tracta d'un 3.2 litres de 24 vàlvules, capaç de girar fins a 8000 rpm i que dona 343cv en la versió estàndard i 360cv en la versió CSL

## M3 E90, la quarta generació
L'any 2006 surt el monstre V8, per primera i darrera vegada l'M3 munta un motor de 8 cilindres atmosfèric de 4.0 litres de cilindrada. Aquest és el motor de sèrie de BMW que pot arribar a un règim de gir més alt, 8500rpm és nivell de competició.
El xassís d'aquesta meravella mecànica, són implantats a un sèrie 1 coupé, creant el 1M coupé.
En la quarta generació es tornen a oferir les versions de quatre portes, junt amb la coupé i cabrio.
Per primera vegada s'ofereix com a opció un canvi de doble embragatge, anomenat DKG, que substitueix el canvi esportiu automàtic SMGII de les anteriors generacions, 

## M3 F80, la cinquena generació
Es tracta d'un model de 4 portes, ja que la versió coupé (F82) i la cabrio (F83) s'anomenen comercialment M4.
El motor torna a ser un sis cilindres, però per primera vegada a l'M3 disposa d'un turbocompressor. Dels 3 litres de cilindrada obté 431cv de potència màxima.
A partir de finals del 2015, apareix el germà petit d'aquests esportius, sota la denominació de BMW M2.

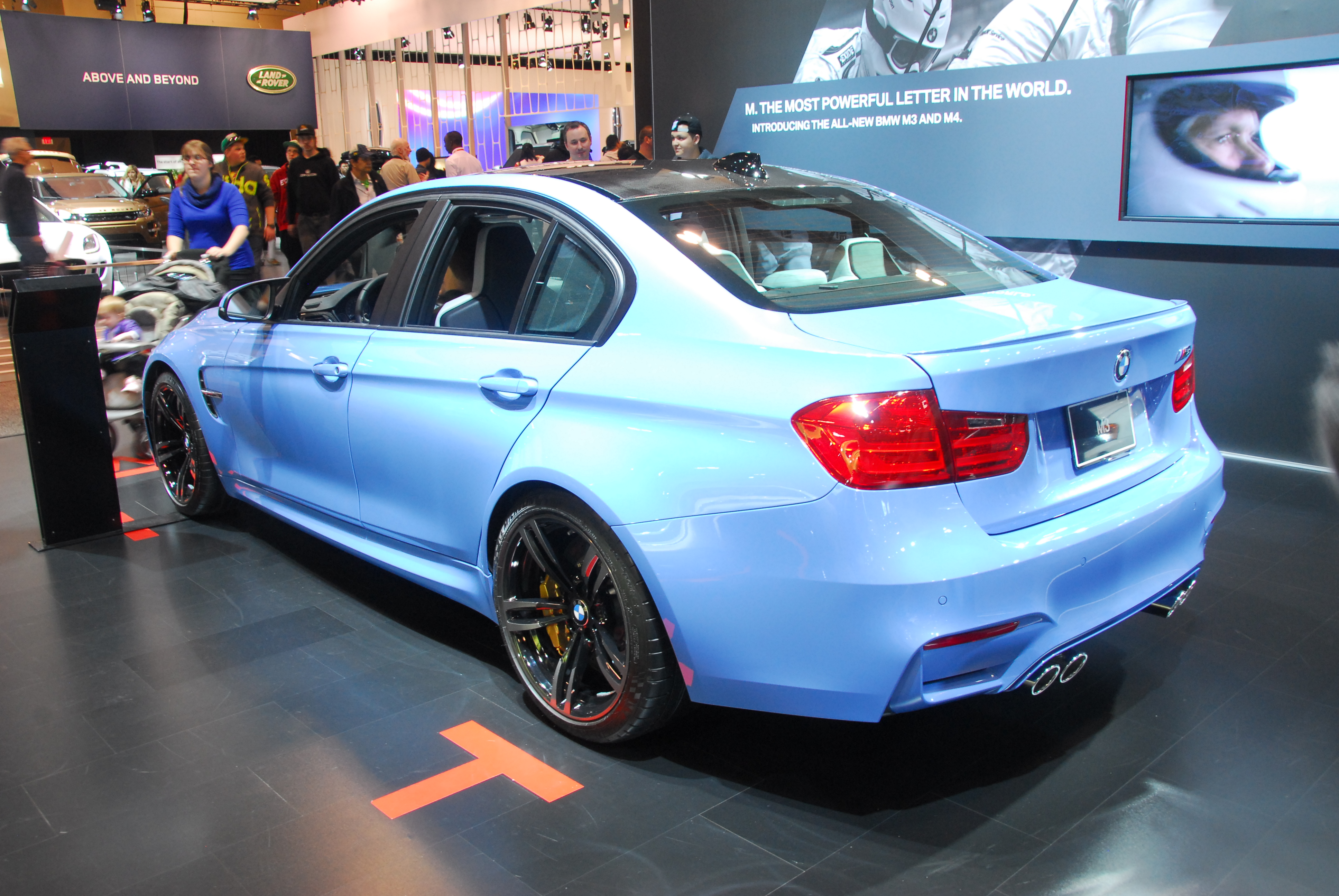
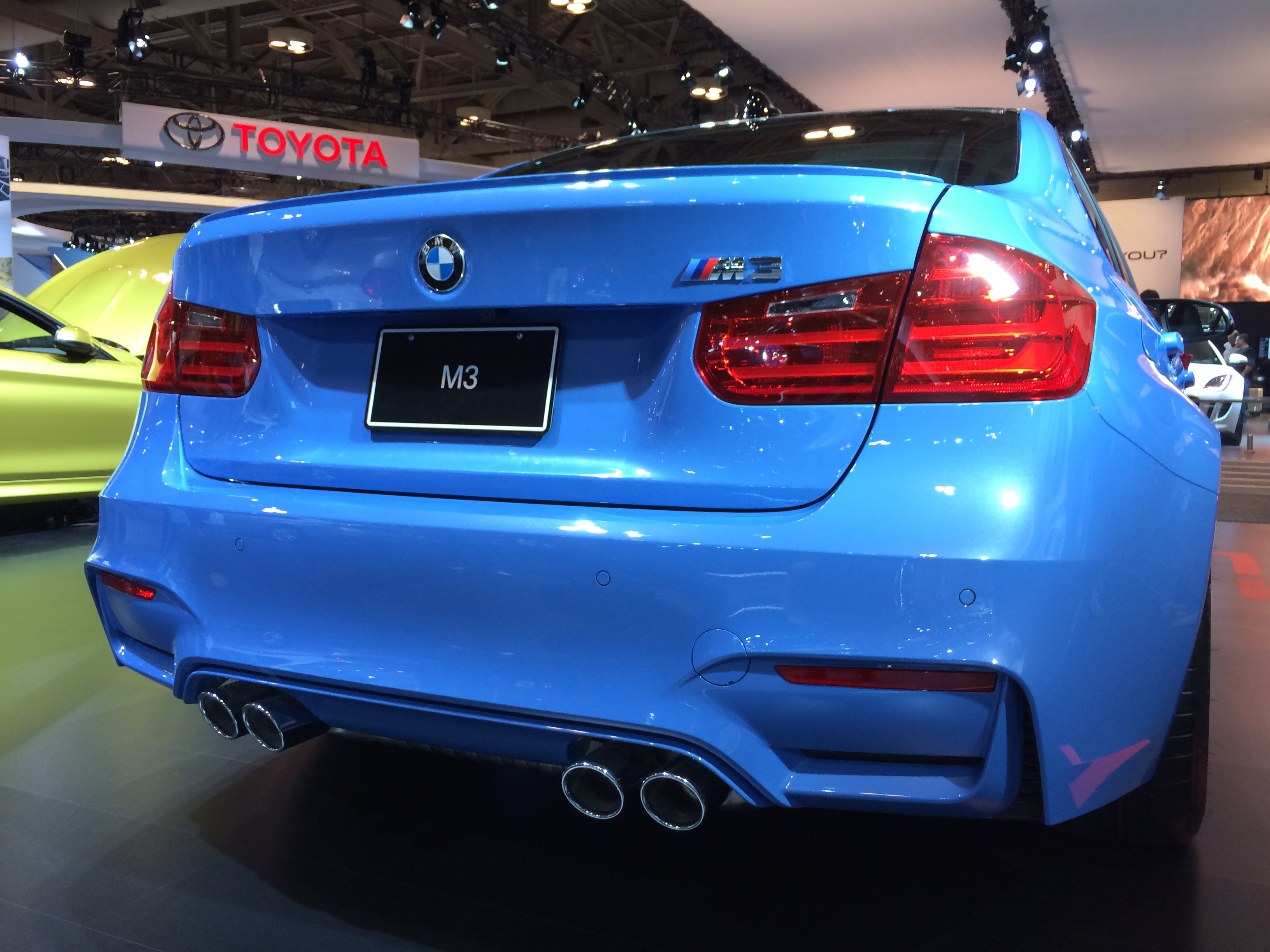
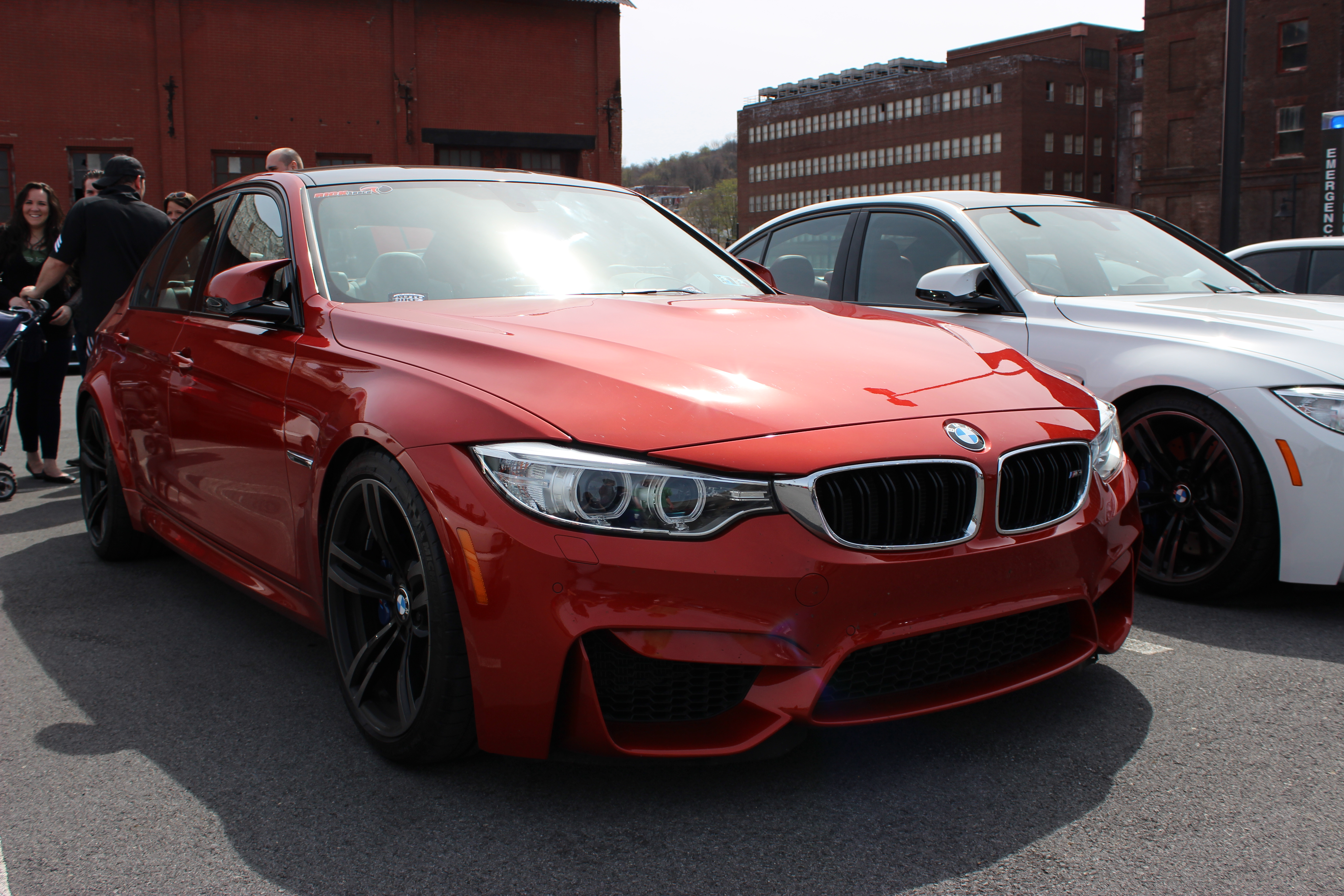
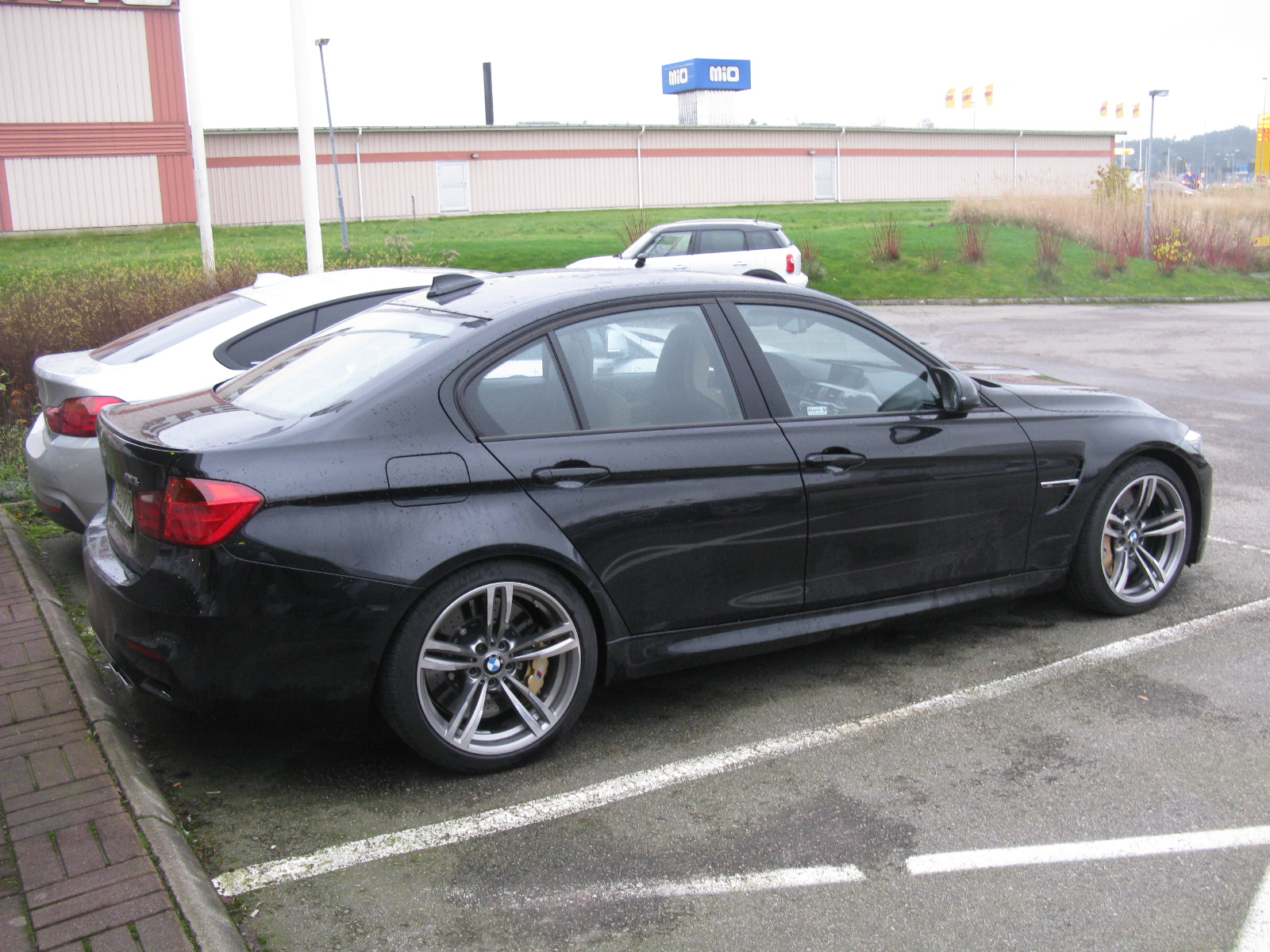
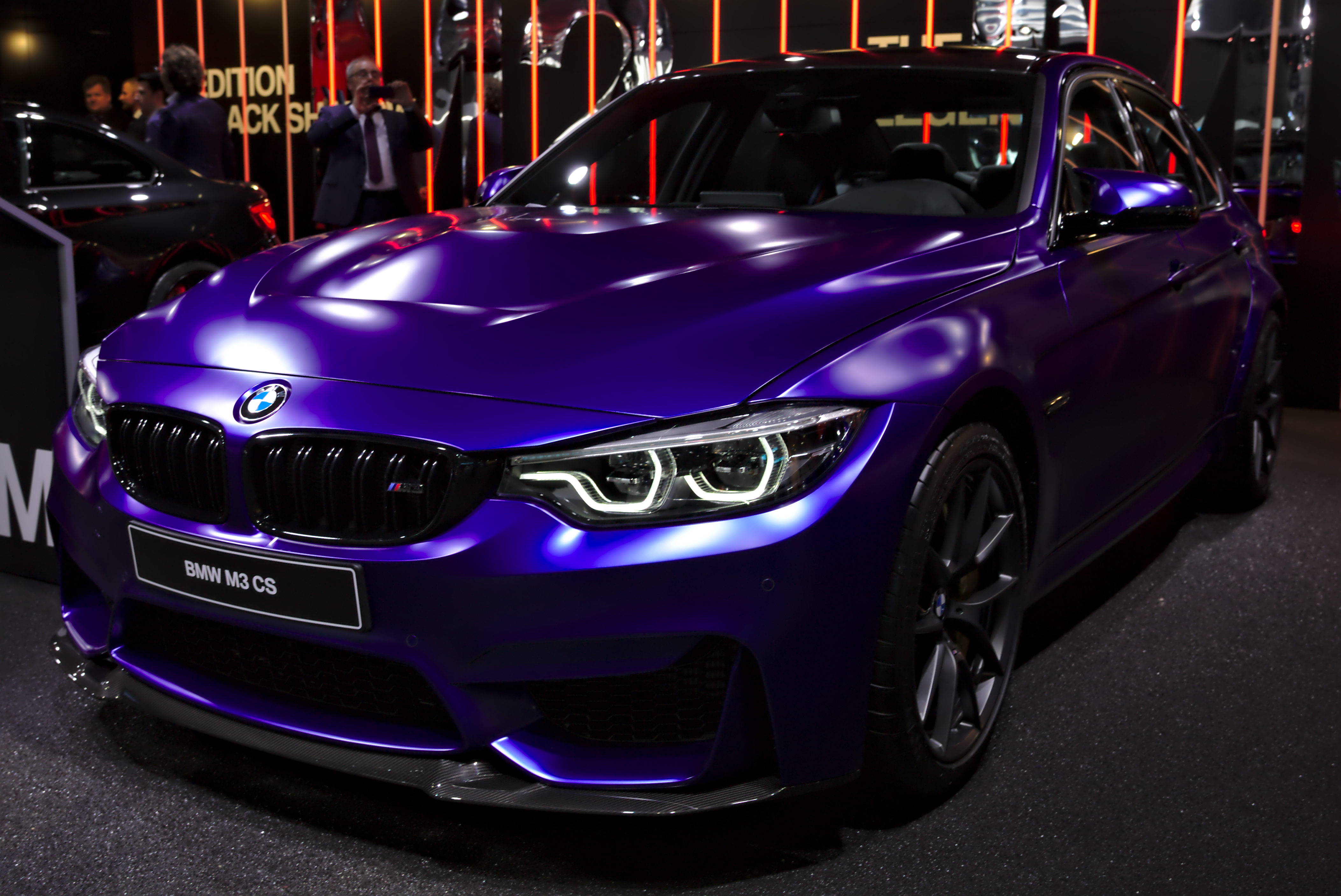
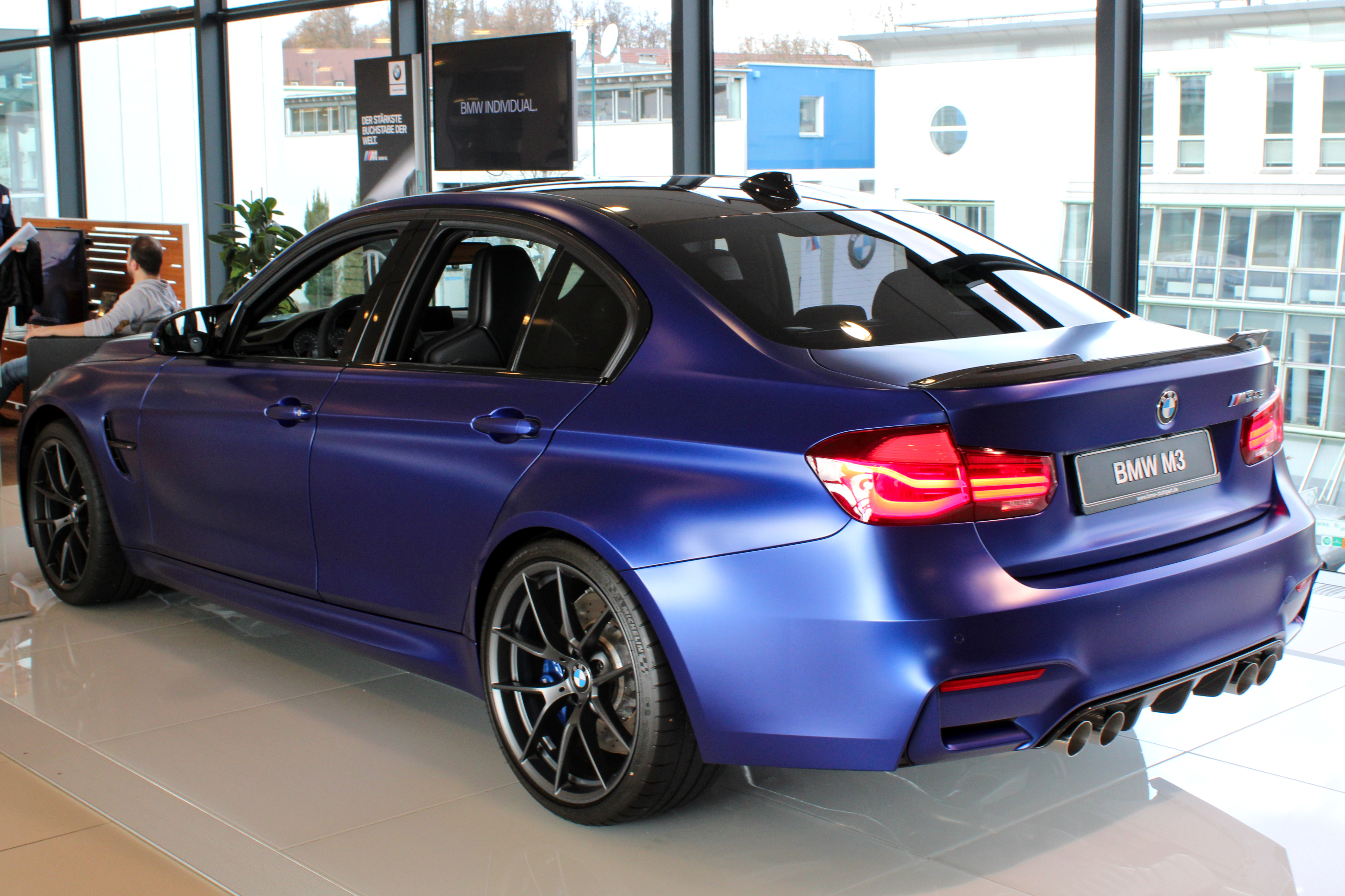